# قصر السلطان القعيطي
قصر السلطان القعيطي ويسمى أيضًا بقصر المعين وهو أحد القصور الأثرية الحضرمية ويقع هذا القصر عند بداية مدخل مدينة المكلا الرئيسي والذي كان يعرف قديما  بـ ( برع السدة )، تم بناءهذا القصر في سنة ( 1925م ) في عهد السلطان غالب بن عوض القعيطي.

## الوصف المعماري
بني القصر على لسان بحري و يتكون من ثلاثة أدوار  يحيط به سور بمساحة كبيرة ويحتوي على دهاليز وصالة لاستقبال الضيوف، وتسمى بـ « القاعة الحمراء» نسبة إلى لون الكراسي الفخمة فيه، وقاعة للاجتماعات وغرفة واسعة خاصة للحكم ويتصدرها كرسي العرش. وبناؤه متأثر بطابع العمارة الهندية الذي كان شائعا في ذلك الوقت، مثل قصر الباغ في غيل باوزير، وقصر السلطان عبد الكريم فضل في حوطة لحج، وقصره الآخر في كريتر عدن.

## تحويله إلى متحف
بعد سقوط السلطنة القعيطية في عام 1967م سمي القصر بـ « قصر 14 أكتوبر» وتحول في بعض أجزائه إلى مكتب للثقافة والإعلام والجزء الآخر إلى متحف. وبعد سنوات تحول القصر بكامله إلى متحف يتكون من ثلاثة أجنحة :

### جناح الآثار القديمة
ويضم كثيراً من القطع الأثرية والنقوش والعملات القديمة التي يعود تأريخها إلى عصور ما قبل الإسلام، وهي التي عثر عليها من مواقع مختلفة من محافظة حضرموت، ومنها قطع أثرية عثر عليها أثناء حفريات البعثة الأثرية اليمنية الفرنسية في مدينة شبوة القديمة، وقطع أثرية عُثر عليها وجلبت من حفريات البعثة الأثرية اليمنية السوفيتية أثناء مسوحاتها الأثرية في مستوطنات وادي حضرموت القديمة والمهرة.

### جناح مقتنيات السلطان غالب بن عوض القعيطي
ويحتوي هذا الجناح على الملابس المطرزة بالذهب والفضة، التي كان يرتديها أثناء مقابلاته لكبار الضيوف أو أثناء زياراته الميدانية في المدينة، والأحذية الخاصة به، وكرسي العرش، كما يوجد في الجناح مقتنيات أخرى كالتماثيل والتحف النادرة والثمينة المصنوعة من الذهب والفضة وصور مختلفة توضح مراحل مختلفة من حياة السلطان غالب وأسرته.

### جناح خاص بالقاعة
وهي القاعة التي كان يستقبل فيها كبار الضيوف واسمها ( القاعة الحمراء)، ويوجد فيها دولاب رصت عليه عدد قليل من التحف والتماثيل الفضية والذهبية البديعة الصنع.